# Nattens engel (film fra 1981)
|  | Denne artikel er oprettet af botten Steenthbot ud fra en ekstern database. Den kan derfor have sproglige fejl eller mangler. Denne skabelon kan fjernes efter kontrol af indholdet. |

 For alternative betydninger, se Nattens engel. (Se også artikler, som begynder med Nattens engel)
Nattens engel er en dansk portrætfilm fra 1981 instrueret af Claus Bohm efter eget manuskript.
Filmen blev i 2010 udgivet på DVD sammen med en anden af Claus Bohms film, Totem (1985).

## Handling
Natten er hemmelighedsfuld og befordrende for tanker og følelser. En ny generation af unge kunstnere søger at nå til erkendelse af sig selv og deres forhold til livet, døden, angsten og håbet. Kameraet følger den unge digter, Michael Strunge, gennem Københavns tomme gader. Byens landskaber og nattens ansigter afsøges.

## Medvirkende
- Michael Strunge
- Lillian Pollack
- F.P. Jac
- Bo Green Jensen
- Henrik S. Holck